# الجامع الكبير (الحزم)
الجامع الكبير هو مسجد تاريخي في مدينة الحزم عاصمة محافظة الجوف ويعرف باسم جامع سهيل أسسه أحمد عبد الله ياقوت سنة 250 هجرية.

## التصميم
بني المسجد من الطين وفق نموذج العمارة الطينية اليمنية وللمسجد مئذنة بنيت من الطوب الأحمر،بينما سقف المسجد بالخشب وزين المسجد بزخارف الإسلامية والآيات القرآنية وللمسجد 7 أبواب، وللمسجد بئر قديمة تاريخية يعود إلى عهد مملكة معين.

## تاريخ
- 250 هجرية بناء الجامع.[1]
- 1379 هجرية توسعة وترميم المسجد.[1]